# Magnificat (Vivaldi)
Magnificat es una obra coral compuesta por Antonio Vivaldi, que hizo varias ediciones. La primera fue la catalogada como RV 610, y fue compuesta antes de 1717, o en 1719. Es una composición en sol menor para 2 solistas sopranos, un alto y un tenor, coro (SATB), violines I y II, viola y bajo continuo (violonchelo y órgano).

## Estructura
Esta obra está dividida en nueve movimientos y su interpretación requiere aproximadamente 20 minutos. 
1. "Magnificat anima mea Dominum" Adagio, Sol menor. Este movimiento es bastante parecido al segundo movimiento del Credo del mismo compositor.
2. "Et exultavit spiritus meus" Allegro, Si bemol mayor, solo para soprano.
3. "Et misericordia ejus" Andante molto, Do menor. Este movimiento con contrapunto es considerado el "corazón musical" de la obra.[1]
4. "Fecit potentiam" Presto, Sol menor.
5. "Deposuit potentes" Presto, Sol menor, coro al unísono.
6. "Esurientes" Allegro, Si bemol mayor, dueto de sopranos.
7. "Suscepit Israel" Largo, Re menor.
8. "Sicut locutus est" Allegro ma poco, Fa mayor, coro SAB.
9. "Gloria Patri..." Largo, Sol menor. Esta sección recapitula el primer movimiento.